# Anaxàrete

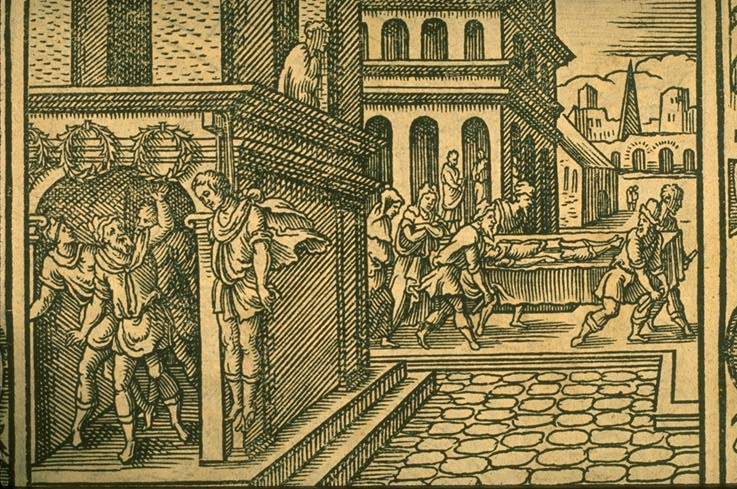
Gravat de Virgil Solis - Ifis i Anaxàrete

D'acord amb la mitologia grega, Anaxàrete (en grec antic Ἀναξαρέτη) va ser una donzella de Xipre que pertanyia a una família noble descendent de Telamó, fundador de Salamina en aquella illa.
Un jove de l'illa, Ifis, estava enamorat d'ella però la noia es mostrava indiferent. Desesperat, el noi se suïcidà al davant de casa seua, penjant-se. Ella, no s'alterà pel fet, i va voler veure l'enterrament per tafaneria, quan passava per sota de la seva finestra. L'enterrament havia atret una gran multitud, ja que el suïcida va provocar lamentacions per tota la ciutat, impressionada per un destí tant cruel. Afrodita, irritada per la duresa de la noia, la va convertir en una estàtua de pedra, en la mateixa postura que tenia Anaxàrete al treure el cap per la finestra. L'estàtua, anomenada Venus Prospiciens ("la Venus que mira endavant"), s'ensenyava en un temple de Salamina.
Antoní Liberal explica una història semblant a Arceofont.